# Ramona (Dacota do Sul)
Ramona é uma cidade  localizada no estado norte-americano de Dakota do Sul, no Condado de Lake.

## Demografia
Segundo o censo norte-americano de 2000, a sua população era de 190 habitantes.
Em 2006, foi estimada uma população de 186, um decréscimo de 4 (-2.1%).

## Geografia
De acordo com o United States Census Bureau tem uma área de
0,7 km², dos quais 0,7 km² cobertos por terra e 0,0 km² cobertos por água. Ramona localiza-se a aproximadamente 554 m acima do nível do mar.

## Localidades na vizinhança
O diagrama seguinte representa as localidades num raio de 24 km ao redor de Ramona.